# Ałbena Grabowska
Ałbena Grabowska (sinh năm 1971 tại Pruszków) là một nhà văn và nhà thần kinh học người Ba Lan.

## Tiểu sử
Ałbena Grabowska sinh năm 1971 tại Pruszków, tỉnh Mazovian, Ba Lan. Cô tốt nghiệp Đại học Y Warsaw với chuyên môn là điều trị bệnh động kinh. Ngày 27 tháng 10 năm 2004, Ałbena Grabowska lấy được bằng tiến sĩ y học. Cô từng làm việc tại Bệnh xá Thần kinh và Động kinh ở Warsaw và tại Khoa Sinh lý bệnh và Điện não đồ của Bệnh viện Dziekanów Leśny. Ałbena Grabowska hiện đang công tác trong Hiệp hội Động kinh Ba Lan. Trong nhiều năm trước, cô là một chuyên mục viên có nhiều bài viết về y học được đăng trên báo chí.
Ałbena Grabowska ra mắt văn học vào năm 2011 với tiểu thuyết đầu tay Tam, gdzie urodził się Orfeusz (The Place Where Orpheus Was Born). Cô là tác giả của nhiều sách văn học cho cả người lớn và trẻ em. Năm 2014, Ałbena Grabowska trở thành đại sứ của chiến dịch xã hội "Đoàn kết Phụ nữ". Năm 2015, cô được nhận Giải thưởng Pióro tại Liên hoan Văn học Phụ nữ lần thứ 4 tại Siedlce với cuốn truyện lịch sử cô viết và bán chạy nhất có tên là Stulecie Winnych, truyện này gồm 3 quyển với nội dung xoay quanh một gia tộc.
Năm 2019, tác phẩm Stulecie Winnych (Our Century) đã được kênh truyền hình công cộng quốc gia TVP 1 của Ba Lan chuyển thể thành một sê-ri phim truyền hình. Sê-ri này được Piotr Trzaskalski đạo diễn và có sự tham gia diễn xuất của các ngôi sao Kinga Preis, Olaf Lubaszenko, Adam Ferency và Jan Wieczorkowski.

## Đời tư
Ałbena Grabowska là người Ba Lan gốc Bulgaria nên ngoài tiếng Ba Lan, cô có thể sử dụng thành thạo tiếng Bulgaria. Ałbena Grabowska có ba người con là Julian, Alina và Franciszek.

## Tác phẩm
| - O małpce, która spadła z drzewa, Wydawnictwo TacyJakJa, 2010 - Tam, gdzie urodził się Orfeusz, Wydawnictwo Zwierciadło, 2011 - Julek i Maja w labiryncie, Wydawnictwo Akapit Press, 2011 - Coraz mniej olśnień, Wydawnictwo MWK, 2012 - Julek i Maja. Powrót do gry, Wydawnictwo Akapit Press, 2012 - Julek i Maja. Podróż w nieznane, Wydawnictwo Akapit Press, 2013 - Julek i Maja. Misja w czasie, Wydawnictwo Akapit Press, 2014 - Lot nisko nad ziemią, Wydawnictwo Zwierciadło, 2014 - Stulecie Winnych. Ci, którzy przeżyli, Quyển 1, Wydawnictwo Zwierciadło, 2014 | - Stulecie Winnych. Ci, którzy walczyli, Quyển 2, Wydawnictwo Zwierciadło, 2015 - Stulecie Winnych. Ci, którzy wierzyli, Quyển 3, Wydawnictwo Zwierciadło, 2015 - Coraz mniej olśnień, Wydawnictwo Zwierciadło, 2015 - Lady M., Wydawnictwo Zwierciadło, 2016 - Alicja w krainie czasów. Czas zaklęty, Quyển 1, Wydawnictwo Zwierciadło, 2016 - Alicja w krainie czasów. Czas opowiedziany, Quyển 2, Wydawnictwo Zwierciadło, 2016 - Alicja w krainie czasów. Czas odzyskany, Quyển 3, Wydawnictwo Zwierciadło, 2017 - Ostatnia chowa klucz, Wydawnictwo Zwierciadło, 2017 - Kości proroka (The Prophet's Bones), Wydawnictwo Marginesy, 2018 |